# Ai'ermudong Xiang
Ai'ermudong Xiang (kinesiska: 艾尔木东乡, 艾尔木东) är en socken i Kina. Den ligger i den autonoma regionen Xinjiang, i den nordvästra delen av landet, omkring 1 100 kilometer sydväst om regionhuvudstaden Ürümqi. Antalet invånare är 12 393. Befolkningen består av 6 038 kvinnor och 6 355 män. Barn under 15 år utgör 26,0 %, vuxna 15-64 år 67 %, och äldre över 65 år 5,0 %.
Genomsnittlig årsnederbörd är 129 millimeter. Den regnigaste månaden är maj, med i genomsnitt 20 mm nederbörd, och den torraste är oktober, med 2 mm nederbörd.